# Reader (Wirginia Zachodnia)
Reader – jednostka osadnicza w Stanach Zjednoczonych, w stanie Wirginia Zachodnia, w hrabstwie Wetzel.